# Petersen Glacier
Der Petersen Glacier ist ein Gletscher im Grand-Teton-Nationalpark im Westen des US-Bundesstaates Wyoming. Er liegt in einem Kar an der Ostflanke des Grates, der sich vom Table Mountain über The Wigwams bis zum Littles Peak zieht, unmittelbar westlich des Cascade Canyons auf etwa 3000 m Höhe. Der Petersen Glacier entwässert sich zunächst in den direkt unterhalb des Gletschers gelegenen Mica Lake und über den Cascade Creek durch den Cascade Canyon bis in den Jenny Lake und später in den Snake River. Er ist einer von 11 verbliebenen Gletschern der Teton Range, die alle während der kleinen Eiszeit gebildet wurden und seit Mitte des 19. Jahrhunderts an Fläche verlieren. Benannt wurde der Gletscher nach Frank Petersen, der 1898 als einer der ersten Bergsteiger nachweislich den Grand Teton bestieg.

## Belege
1. ↑  Geonames: Petersen Glacier. Abgerufen am 26. Februar 2022.
2. ↑  Naturalatlas: Petersen Glacier. Abgerufen am 26. Februar 2022 (englisch).
3. ↑  National Park Service: Grand Teton NP: A Place Called Jackson Hole (Chapter 16). Abgerufen am 26. Februar 2022.